# 佐々木竹見カップ ジョッキーズグランプリ
佐々木竹見カップ ジョッキーズグランプリ（ささきたけみカップ ジョッキーズグランプリ）は、川崎競馬場で2003年から行われている騎手招待競走である。
正賞は佐々木竹見カップ、神奈川県知事賞、川崎市長賞、日本中央競馬会理事長賞、地方競馬全国協会理事長賞、全国公営競馬主催者協議会会長賞、神奈川県馬主会会長賞。

## 概要
川崎競馬に所属し日本人騎手最多勝（当時）である7153勝（中央競馬含む）を達成した佐々木竹見元騎手の偉業を称えて創設された。日本では極めて少ない騎手名が冠となっている競走である。
2023年までは川崎記念の前日に施行されていた。
前年の年間勝利数上位の中央競馬・地方競馬を代表する騎手を招待して「マイスターチャレンジ」（第1戦）、「ヴィクトリーチャレンジ」（第2戦）の2競走の合計ポイントにより優勝を争う（各騎手の騎乗馬は抽選によって決定される）。優勝賞金は200万円。
出場騎手数は2003年は12名、2004年以降は14名。選定枠はそれぞれ中央競馬枠2名（東西各1名）、地方競馬枠8名（南関東地区を含む各エリアの上位騎手各1名）、南関東地区枠4名（大井、浦和、川崎、船橋より各1名）となっている。
2021年は新型コロナウイルス感染症の影響を鑑みて、南関東地区所属騎手に限定して行われた。
2022年は新型コロナウイルス感染症の影響を鑑みて、開催中止となった。
2024年、JRAの横山武史が初出場ながら2連勝で史上初の完全優勝を果たした。

## 歴代上位入賞騎手
※所属は当時。
| 回数   | 施行日        | 優勝                  | 準優勝              | 第3位                |
| ------ | ------------- | --------------------- | ------------------- | -------------------- |
| 第1回  | 2003年1月28日 | 見澤譲治（浦和）      | 岩田康誠（兵庫）    | 的場文男（大井）     |
| 第2回  | 2004年2月3日  | 鮫島克也（佐賀）      | 菅原勲（岩手）      | 内田博幸（大井）     |
| 第3回  | 2005年1月25日 | 石崎隆之（船橋）      | 岡部誠（愛知）      | 今野忠成（川崎）     |
| 第4回  | 2006年1月24日 | 酒井忍（川崎）        | 内田博幸（大井）    | 的場文男（大井）     |
| 第5回  | 2007年1月30日 | 武豊（JRA栗東）       | 横山典弘（JRA美浦） | 五十嵐冬樹（北海道） |
| 第6回  | 2008年1月29日 | 菅原勲（岩手）        | 岡部誠（愛知）      | 戸崎圭太（大井）     |
| 第7回  | 2009年1月27日 | 内田博幸（JRA美浦）   | 岡部誠（愛知）      | 吉原寛人（金沢）     |
| 第8回  | 2010年1月26日 | 町田直希（川崎）      | 木村健（兵庫）      | 菅原勲（岩手）       |
| 第9回  | 2011年1月25日 | 戸崎圭太（大井）      | 今野忠成（川崎）    | 内田博幸（JRA美浦）  |
| 第10回 | 2012年1月24日 | 繁田健一（浦和）      | 戸崎圭太（大井）    | 森泰斗（船橋）       |
| 第11回 | 2013年1月29日 | 山崎誠士（川崎）      | 岡部誠（愛知）      | 坂井英光（大井）     |
| 第12回 | 2014年1月28日 | 繁田健一（浦和）      | 的場文男（大井）    | 赤岡修次（高知）     |
| 第13回 | 2015年1月27日 | 山崎誠士（川崎）      | 御神本訓史（大井）  | 山口勲（佐賀）       |
| 第14回 | 2016年1月26日 | M.デムーロ（JRA栗東） | 真島大輔（大井）    | 戸崎圭太（JRA美浦）  |
| 第15回 | 2017年1月31日 | 繁田健一（浦和）      | 下原理（兵庫）      | 山崎誠士（川崎）     |
| 第16回 | 2018年1月30日 | 矢野貴之（大井）      | 桑村真明（北海道）  | 戸崎圭太（JRA美浦）  |
| 第17回 | 2019年1月29日 | 戸崎圭太（JRA美浦）   | 森泰斗（船橋）      | 山本聡哉（岩手）     |
| 第18回 | 2020年1月28日 | 山本聡哉（岩手）      | 石川倭（北海道）    | 吉村智洋（兵庫）     |
| 第19回 | 2021年1月26日 | 酒井忍（川崎）        | 山崎誠士（川崎）    | 和田譲治（大井）     |
| 第20回 | 2023年1月31日 | 宮川実（高知）        | 吉原寛人（金沢）    | 戸崎圭太（JRA美浦）  |
| 第21回 | 2024年1月30日 | 横山武史（JRA美浦）   | 矢野貴之（大井）    | 吉村智洋（兵庫）     |
| 第22回 | 2025年2月4日  | 吉原寛人（金沢）      | 塚本征吾（愛知）    | 野畑凌（川崎）       |